# Rio Mulucha
Mulucha ou Moluia (Malva em Antiguidade, em francês: Moulouya; em árabe: Muluya) é um dos rios mais importantes de Marrocos, que nasce na junção dos maciços montanhosos do Médio e Alto Atlas, na região de Almssid, na província de Quenifra, perto de Midelt, percorre 600 quilómetros e deságua no Mediterrâneo na zona do Rife, nas planícies de Kebdana, entre Ras El Ma e Saïdia, a 14 quilómetros da fronteira com a Argélia.
O Molucha constituía a fronteira oriental da efémera República do Rife, nos anos 1920. Tradicionalmente ,arcava a fronteira entre as dinastias reinantes em Marrocos e as reinantes na Argélia.
A bacia hidrográfica de 74 000 km² é a maior de Marrocos e de todos os rios saarianos do norte de África. Na foz forma um delta com 4 quilómetros de largura por 20 de comprimento. A zona pantanosa do delta constitui um enclave de interesse biológico com cerca de 3 000 hectares que está classificado como zona úmida Ramsar. Na bacia hidrográfica predomina o clima mediterrânico semiárido, com precipitações muito irregulares. O caudal médio é de 50 m³/s, mas é muito irregular, pelo que não é navegável.
Ao longo do seu curso existem cinco barragens (Maomé V, Machraa Hamadi, Haçane II, Enjil e Arabate).

## Importância história
Na Antiguidade, o Mulucha foi a fronteira entre as províncias romanas da Mauritânia Tingitana e Mauritânia Cesariense. Os romanos chamavam esse rio de Malva. Posteriormente, constituiu o limite das zonas de influência de Castela, a oeste, e de Aragão, a leste, segundo o que foi acordado entre os reis Sancho IV de Castela e Jaime II de Aragão em 1291, no Tratado de Monteagudo. O seu curso baixo constituiu o limite oriental do Protetorado Espanhol de Marrocos.
Em termos culturais também é importante — por exemplo, tradicionalmente no lado oriental praticamente não se falava berbere, ao contrário do que se passa no lado ocidental.